# Rio Nissequogue
O Rio Nissequogue é um rio de 13,4 km de Smithtown (Nova Iorque) até Long Island Sound, no estado de Nova Iorque, Estados Unidos.
A sua descarga de 1,19 m³  por segundo é a maior de qualquer rio de água fresca em Long Island. O rio, tal como todos os rios da ilha, vem totalmente da água subterrânea (e não de lagos).
O seu nome provém de uma das tribos Algonquinos da zona que falam Metoac (Nissequaq).